# 블루메나우

산타카타리나 주에서 블루메나우의 위치

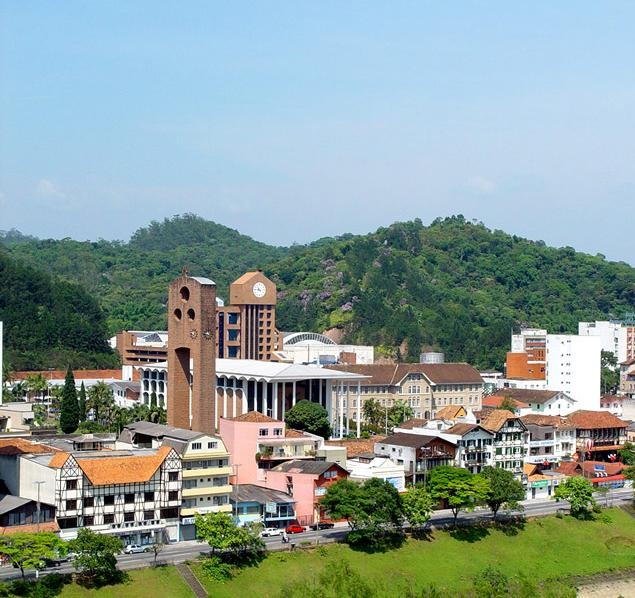
블루메나우

블루메나우(포르투갈어: Blumenau)는 브라질 남부 산타카타리나주에 있는 도시이다. 인구 292,972(2007). 산타카타리나 주에서 조인빌리와 플로리아노폴리스 다음가는 제3의 도시이다. 지명은 19세기 중반, 독일에서 건너온 블루메나우라는 개척자에서 유래한다. 이후로도 독일에서 많은 사람들이 건너와 정착했으며, 브라질에서 독일 문화의 한 중심지로 발전하였다.

## 유래
이 도시의 이름은 독일어에서 유래된 것으로, 꽃을 뜻하는 Blumen과 범람원을 뜻하는 Au가 합쳐진 이름이다. 블루메나우는 "꽃의 범람원"이라는 뜻이다.

## 인구
2007년, 면적 510 km2의 블루메나우에는 대략 30만명의 인구가 살고있다. 그 중 대부분은 독일인과 이탈리아인의 후손이다. 이 도시의 주택과 건물, 동상, 기념비 등에서 그들의 문화와 역사를 느낄 수 있다.
블루메나우는 높은 수준의 주거환경을 가지고 있으며, 2004년 인간개발지수 0.856을 기록했다. 범죄발생률도 매우 낮고 문맹률도 2.85%이하이다.